# (7452) Изабельюрия
(7452) Изабельюрия (лат. Izabelyuria) — типичный астероид главного пояса, открыт 31 августа 1978 года советским астрономом Николаем Черных в Крымской астрофизической обсерватории и 24 января 2000 года назван в честь советской и российской эстрадной певицы Изабеллы Юрьевой.

## Обнаружение и именование
(7452) Изабельюрия
Открыт 31 августа 1978 года в Крымской астрофизической обсерватории Н. С. Черных.
Известная российская певица Изабелла Даниловна Юрьева (1900—2000) была уникальной исполнительницей лирических песен и романсов.
Оригинальный текст (англ.)7452 Izabelyuria
Discovered 1978 Aug. 31 by N. S. Chernykh at the Crimean Astrophysical Observatory.
Renowned Russian singer Izabella Danilovna Yurʹeva (1900—2000) was a unique performer of lyric songs and romances.
Источники: 20000124/MPCPages.arc; M.P.C. 38197.

## Орбита

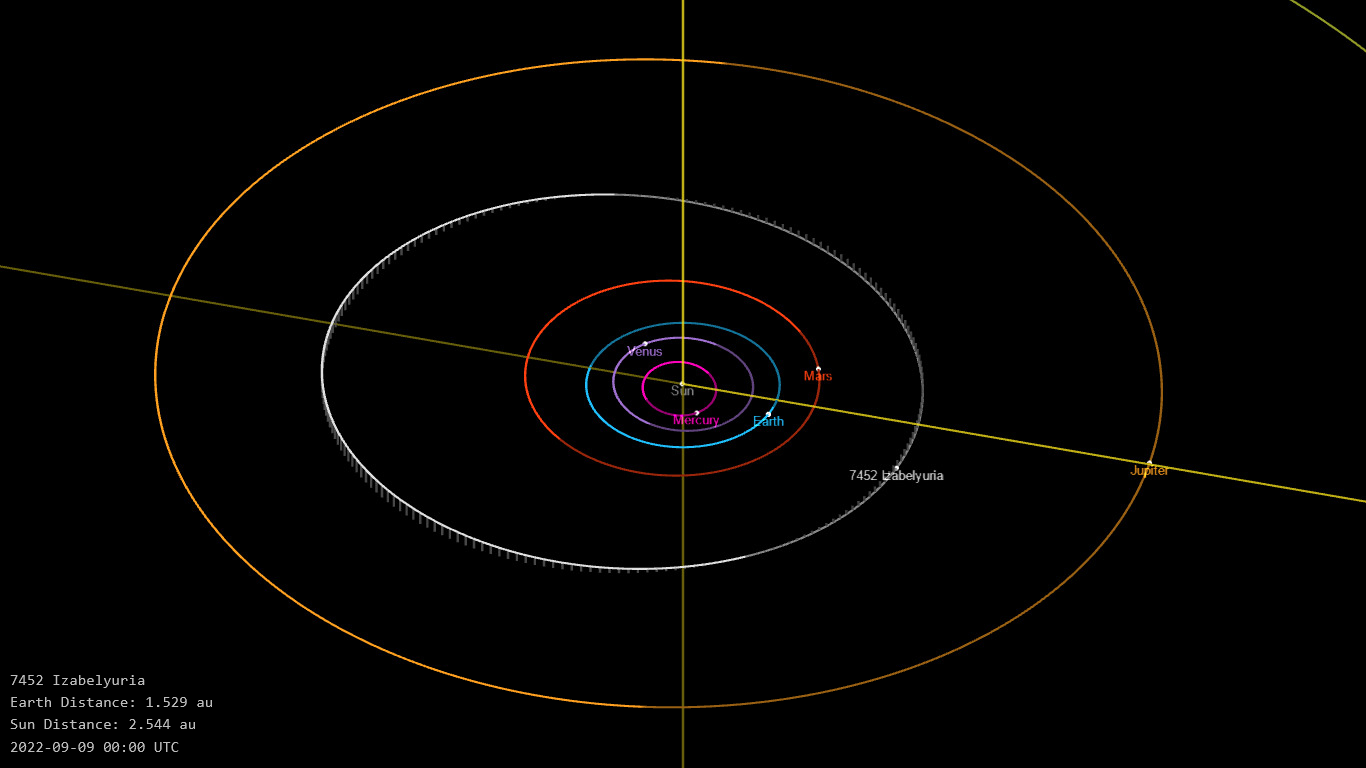
Орбита астероида Изабельюрия и его положение в Солнечной системе

## Физические характеристики
Из наблюдений системы Asteroid Terrestrial-impact Last Alert System следует, что астероид относится к таксономическому классу C.
По результатам наблюдений в видимом и ближнем инфракрасном диапазоне космического телескопа NEOWISE диаметр астероида оценивался равным 10,062±0,381 км. Согласно тем же источникам альбедо оценивается как 0,1004±0,0125 и 0,100±0,012.